# Kirchzarten
Kirchzarten là một thị xã trong huyện Breisgau-Hochschwarzwald trong bang Baden-Württemberg phía tây nam nước Đức. Đô thị Kirchzarten có diện tích 21,14 km², dân số thời điểm 31 tháng 12 năm 2020 là 9880 người.
Một trang trại huấn luyện nông nghiệp cho người Do Thái đã được lập ở Kirchzarten vào năm 1919 để chuẩn bị cho thanh niên ở Eretz Israel.